# Hanneke Smabers
Hanneke Smabers (ur. 19 października 1973 w Hadze) – holenderska hokeistka na trawie. Brązowa medalistka olimpijska z Sydney.
Igrzyska w 2000 były jedynymi w jej karierze. Z kadrą brała udział m.in. w mistrzostwach świata w 1998 (srebro) oraz kilku turniejach Champions Trophy (zwycięstwo w 2000) i mistrzostw Europy (złoto w 1999). Łącznie w kadrze rozegrała 126 spotkań (12 trafień).
Jej młodsza siostra Minke także jest hokeistką, trzykrotną medalistką olimpijską.